# Hüyük
Hüyük là một huyện thuộc tỉnh Konya, Thổ Nhĩ Kỳ. Huyện có diện tích 549 km² và dân số thời điểm năm 2007 là 19148 người, mật độ 35 người/km².